# Lijst van voetbalinterlands Montenegro - Nederland
Deze lijst van voetbalinterlands is een overzicht van alle officiële voetbalwedstrijden tussen de nationale teams van Montenegro en Nederland. De landen speelden tot op heden twee keer tegen elkaar. De eerste ontmoeting, een kwalificatiewedstrijd voor het Wereldkampioenschap voetbal 2022, werd gespeeld in Eindhoven op 4 september 2021. Het laatste duel, de returnwedstrijd in dezelfde kwalificatiereeks, vond plaats op 13 november 2021 in Podgorica.

## Wedstrijden
| № | № Int NED | Plaats    | Datum            | Competitie           | Wedstrijd              | Uitslag |
| - | --------- | --------- | ---------------- | -------------------- | ---------------------- | ------- |
| 1 | 827       | Eindhoven | 4 september 2021 | WK 2022 kwalificatie | Nederland − Montenegro | 4 − 0   |
| 2 | 831       | Podgorica | 13 november 2021 | WK 2022 kwalificatie | Montenegro − Nederland | 2 − 2   |

## Samenvatting
| Competitie      | Totaal gespeeld | Winst Montenegro | Gelijk | Winst Nederland | Doelsaldo Montenegro – Nederland |
| --------------- | --------------- | ---------------- | ------ | --------------- | -------------------------------- |
| WK-kwalificatie | 2               | 0                | 1      | 1               | 2 − 6                            |
| Totaal          | 2               | 0                | 1      | 1               | 2 − 6                            |

## Details

### Eerste ontmoeting
| WK 2022 kwalificatie (Eindhoven, Nederland, 4 september 2021):       |       |            |
| Nederland                                                            | 4 – 0 | Montenegro |
| Memphis Depay 38' (pen.), 62' Georginio Wijnaldum 70' Cody Gakpo 76' | goals |            |

### Tweede ontmoeting
| WK 2022 kwalificatie (Podgorica, Montenegro, 13 november 2021): |       |                               |
| Montenegro                                                      | 2 – 2 | Nederland                     |
| Ilija Vukotić 82' Nikola Vujnović 86'                           | goals | 25', 54' (pen.) Memphis Depay |